# Julian Siennicki
Julian Władysław Siennicki (ur. 16 lutego 1867 w Siennicy-Święchach, zm. 20 października 1959 w Warszawie) – polski prawnik, notariusz, w latach 1922–1927 senator Rzeczypospolitej Polskiej, wiceminister sprawiedliwości.

## Życiorys
Ukończył studia prawnicze na Uniwersytecie Warszawskim. Od 1901 był rejentem (notariuszem) w Ostrowi Mazowieckiej, specjalizował się w zagadnieniach związanych z komasacją gruntów rolnych. W związku z tym powoływano go na rzeczoznawcę m.in. w Petersburgu, w 1910 uczestniczył w naradach nad ustawą o prawie komasacyjnym. Podczas I wojny światowej był zaangażowany w prace Centralnego Komitetu Obywatelskiego Pomocy Wygnańcom. Od 1919 podprokurator Sądu Najwyższego, w 1921 był delegatem Ministerstwa Sprawiedliwości na konferencję pokojową w Rydze. Należał do Komisji Reewakuacyjnej, która działała w latach 1921–1922 w Moskwie. Od 1922 senator z województwa białostockiego z ramienia Związku Ludowo-Narodowego, od marca 1924 do lipca 1927 Wiceminister Sprawiedliwości, po 1927 powrócił do notariatu, członek Rady Warszawskiej Izby Notarialnej. Podczas II wojny światowej kontynuował pracę notariusza, podczas powstania warszawskiego zginęła jego żona Halina. Po upadku powstania dotarł do Grodziska Mazowieckiego, gdzie mieszkał do zakończenia działań wojennych. W marcu 1945 powrócił do Warszawy, miesiąc później wznowił praktykę zawodową. Od 1948 pracował w Wydziale Ksiąg Wieczystych Sądu Grodzkiego oraz jako sędzia, w 1950 ze względów politycznych odsunięty od wykonywania zawodu. W 1953 z tych samych powodów odmówiono mu zatrudnienia w Państwowym Biurze Notarialnym.
Pochowany na cmentarzu Powązkowskim w Warszawie (kwatera 150, rząd 4, miejsce 4).
Autor licznych aktów prawnych i ekonomicznych.
Był ojcem Haliny Szymańskiej – agentki brytyjskiego wywiadu.

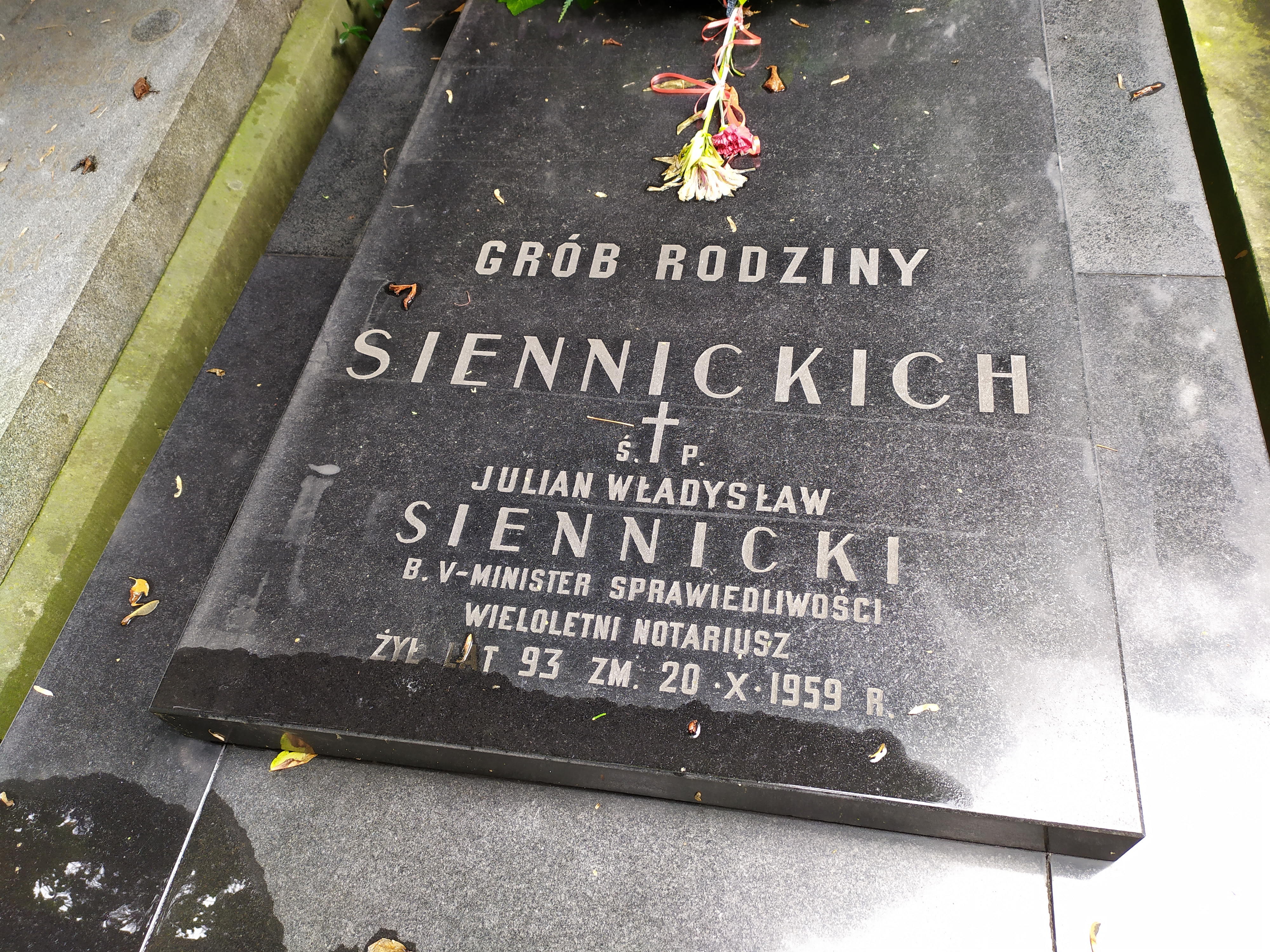
Cmentarz Powązkowski w Warszawie – Grób Juliana Siennickiego